# Castilleja durangensis
Castilleja durangensis är en snyltrotsväxtart som beskrevs av Guy L. Nesom. Castilleja durangensis ingår i släktet målarborstar, och familjen snyltrotsväxter. Inga underarter finns listade i Catalogue of Life.